# Salomonelaps par
Genre
Espèce
Synonymes
- Hoplocephalus par Boulenger, 1884
- Hoplocephalus woodfordii Boulenger, 1888

Statut de conservation UICN

 LC  : Préoccupation mineure
Salomonelaps par, unique représentant du genre Salomonelaps, est une espèce de serpents de la famille des Elapidae.

## Répartition
Cette espèce est endémique de l'archipel des Salomon. Elle se rencontre à Buka et Bougainville en Papouasie-Nouvelle-Guinée et à Fauro aux Salomon.

## Publications originales
- Boulenger, 1884 : Diagnoses of new reptiles and batrachians from the Solomon Islands, collected and presented to the British Museum by H. B. Guppy, Esq., M.B., H.M.S. Lark. Proceedings of the Zoological Society of London, vol. 1884, p. 210-213 (texte intégral).
- McDowell, 1970 : On the status and relationships of the Solomon Island elapid snakes. Journal of Zoology, London, vol. 161, p. 145-190.